# Pisolithus
Pisolithus è un genere di fungo appartenente alla famiglia Sclerodermataceae (sottordine Sclerodermatineae). Il tipo nomenclaturale, P. arenarius, in seguito venne identificato con il sinonimo di P. arhizus.

## Specie
- Pisolithus abditus – Thailandia[2]
- Pisolithus albus
- Pisolithus arhizus
- Pisolithus aurantioscabrosus
- Pisolithus australis
- Pisolithus calongei[3]
- Pisolithus capsulifer
- Pisolithus croceorrhizus[4]
- Pisolithus hypogaeus – Australia[5]
- Pisolithus indicus – India[6]
- Pisolithus kisslingii
- Pisolithus marmoratus
- Pisolithus microcarpus
- Pisolithus orientalis[7]
- Pisolithus pisiformis
- Pisolithus spp